# Львівський коледж транспортної інфраструктури
Львівський фаховий коледж транспортної інфраструктури (до 2012 року — Львівський технікум залізничного транспорту) — вищий навчальний заклад України І-ІІ рівнів акредитації, що знаходиться у місті Львів.
Коледж входить у комплекс з Національним університетом "Львівська політехніка".
Навчання здійснюється за контрактом та за державним замовленням. На денному та заочному відділеннях навчається 2500 студентів: 1300 — на денній формі навчання, 1200 — на заочному відділенні.

## Історія
1908 року у Львові була відкрита Державна промислова школа. До 1940 року школа готувала спеціалістів: електромеханіків, електромонтерів, машиністів парових котлів, машиністів паровозів, радіотелефоністів та радіотелеграфістів, колійників.
У 1940 році наказом народного комісара Наркомату шляхів сполучення СРСР на базі Механічного, Електромеханічного та Колійного ліцеїв був створений Львівський технікум залізничного транспорту.
В роки німецько-радянської війни й тимчасової окупації Львова німецькими військами підготовка кадрів для залізниць не проводилась.
У 2012 році технікум був перейменований у «Львівський коледж транспортної інфраструктури».
У повоєнні роки коледжом було підготовлено понад 35000 спеціалістів для залізничного транспорту.

## Будівля
Будівля коледжу по вулиці Снопківській, 47 споруджена у 1905—1909 роках спеціально для Державної промислової школи за проектом архітектора Владислава Садловського (за участі Адольфа-Віктора Вайса), скульптор Петро Війтович (скульптури «Мистецтво» та «Праця» над центральним входом).
23 вересня 2008 року будівля внесена до переліку памʼяток культурної спадщини, що не підлягають приватизації.

## Спеціальності
- Монтаж, обслуговування та ремонт автоматизованих систем керування рухом на залізничному транспорті.
- Технічне обслуговування, ремонт та експлуатація тягового рухомого складу.
- Технічне обслуговування і ремонт пристроїв електропостачання залізниць.
- Організація перевезень і управління на залізничному транспорті.
- Бухгалтерський облік.
- Митна справа.

## Відомі випускники
- Андрусяк Богдан Олексійович — український поет, член НСПУ.
- Ємець Іван Артемович — почесний залізничник СРСР, начальник Одеської і Прибалтійської залізниць.
- Луцишин Іван Богданович (1991—2014) — старший солдат Збройних сил України, учасник російсько-української війни.
- Піх Богдан Петрович — Заслужений працівник транспорту України, начальник Львівської залізниці.
- Ткачук Леонід Феофанович — депутат Львівської обласної ради, президент ФК «Карпати».
- Якимчук Сергій Вікторович (1988—2023) — український військовослужбовець, солдат 80 ОДШБр Збройних сил України, учасник російсько-української війни.